# Cuchavira
Cuchavira ou Cuchaviva é o deus do arco-íris, protetor das mulheres trabalhadoras e dos doentes na religião Chibchas. Os Chibchas foram uma civilização das Américas do vale intermontano, que forma o Altiplano Cundiboyacense, nos Andes. Naquela região,  a chuva e o sol eram essenciais para a agricultura e a savana de Bogotá consistia em vários pântanos com inundações regulares.

## Descrição

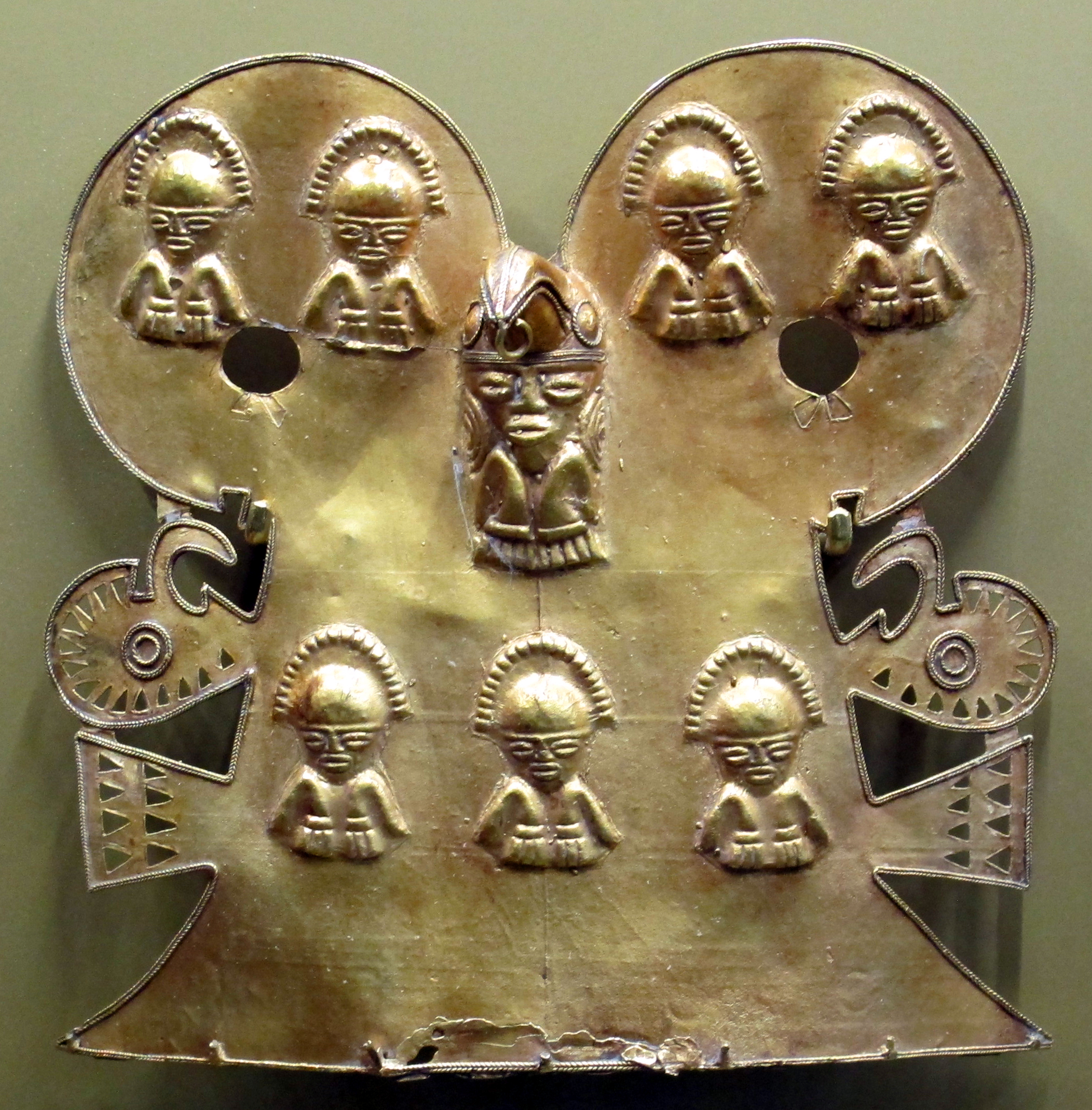
Tumbaga, uma liga de ouro-cobre usada para oferendas e artesanato. Museu do Ouro, Bogotá.

Cuchavira, que era chamado de "ar brilhante", apareceu diante dos Chibchas quando Bochica, o mensageiro do ser supremo Chiminigagua, foi enviado às planícies em que eles se encontravam. Assim, quando o deus da chuva Chibchacum se enfureceu, enviou fortes chuvas às planícies, fazendo com que os rios inundassem, destruindo a agricultura e as casas (bohíos) da população. E quando as chuvas terminaram, com a volta dos raios de luz solar,  Cuchavira apareceu e o povo ofereceu ouro de baixa qualidade ou ligas de ouro - cobre (tumbaga), caracóis marinhos e pequenas esmeraldas como agradecimento.

## Galeria

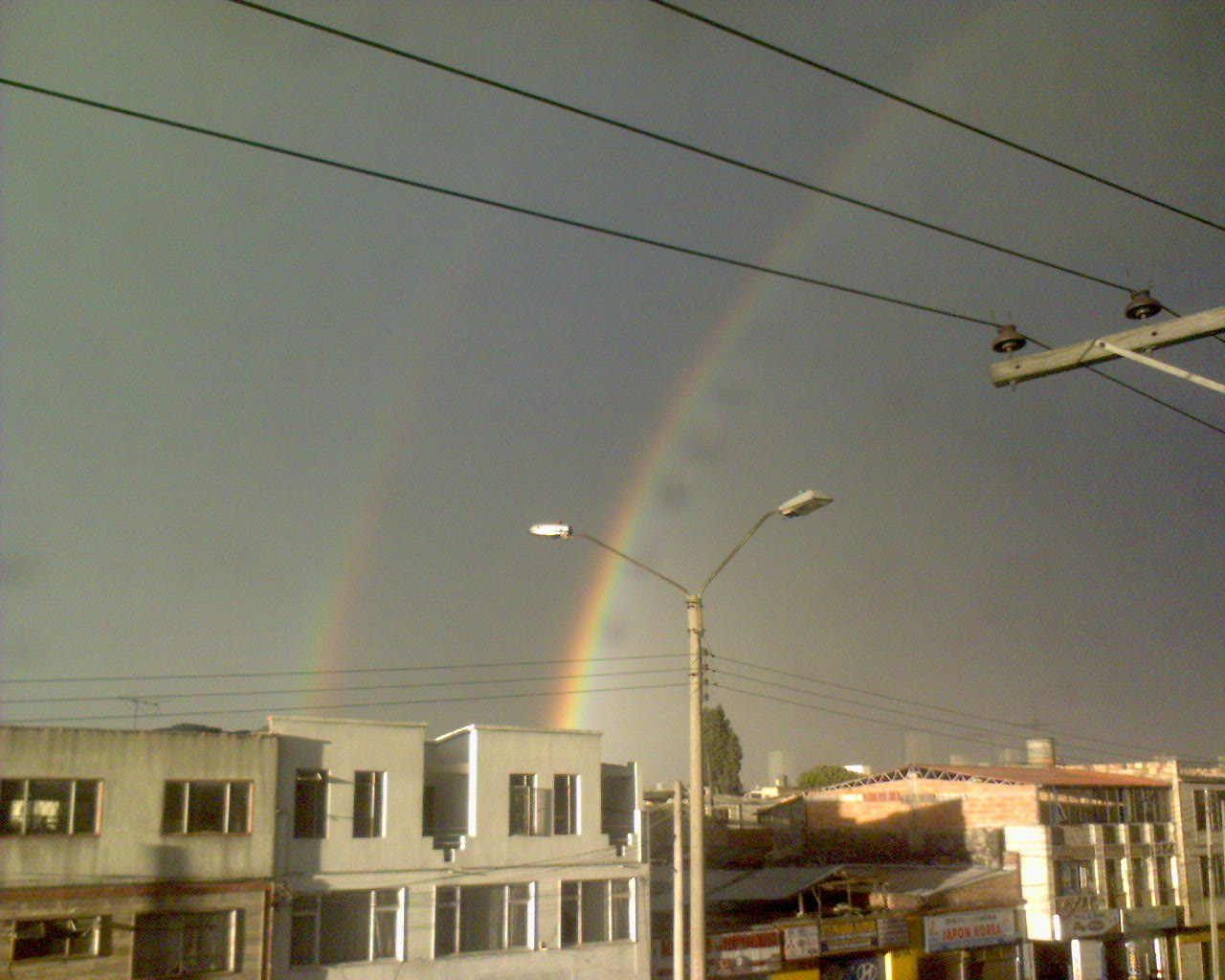
Bogotá
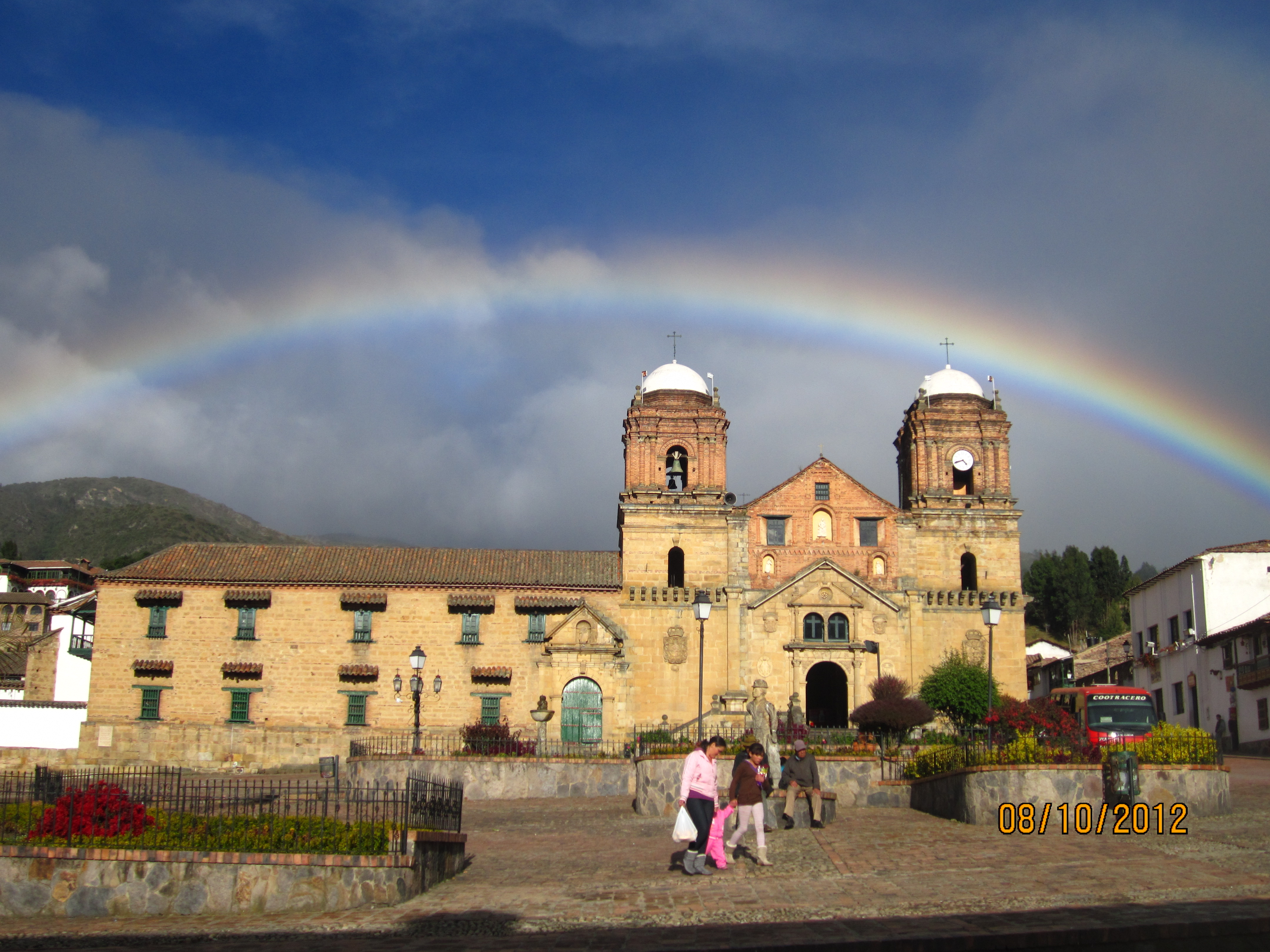
Monguí
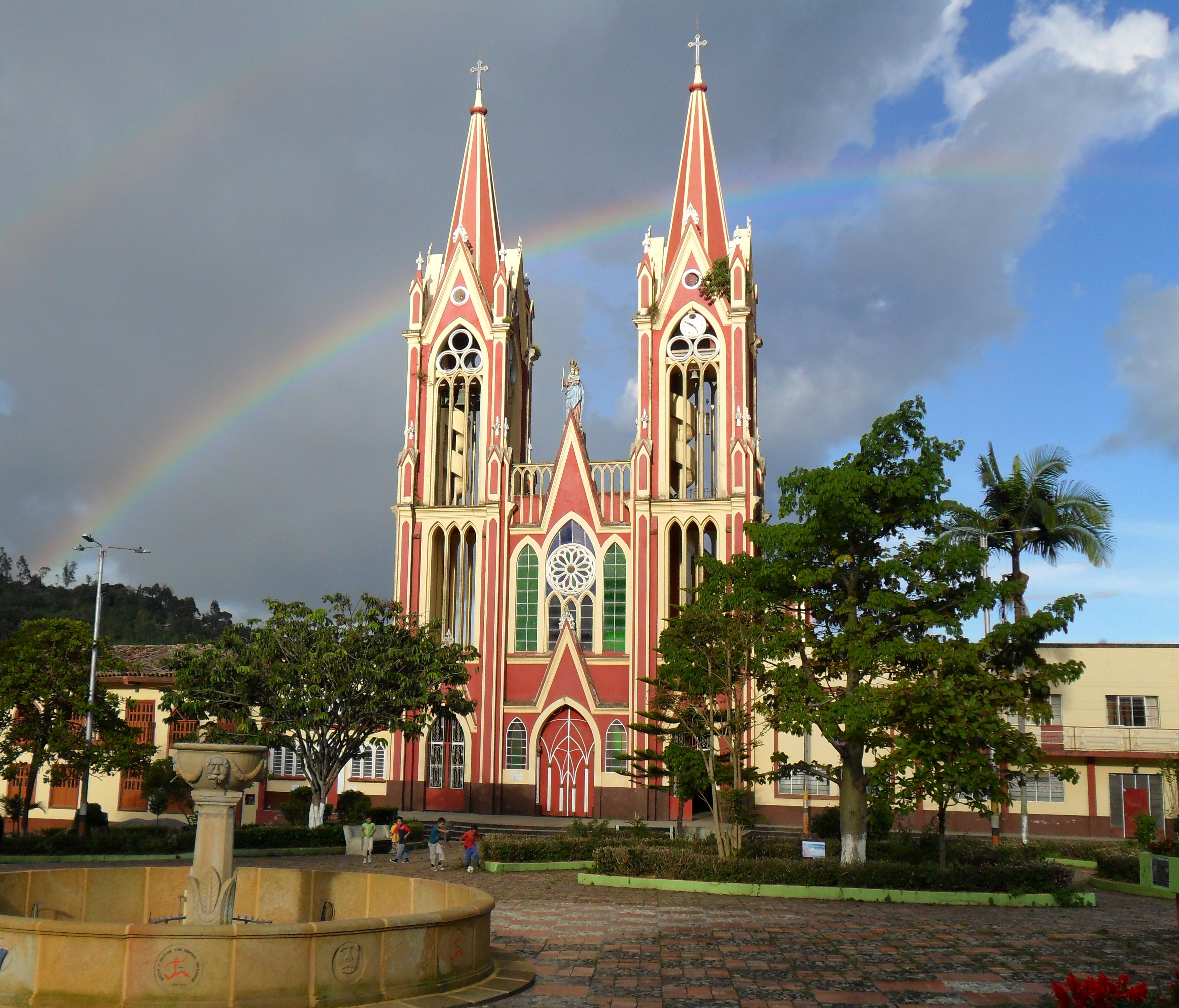
La Capilla
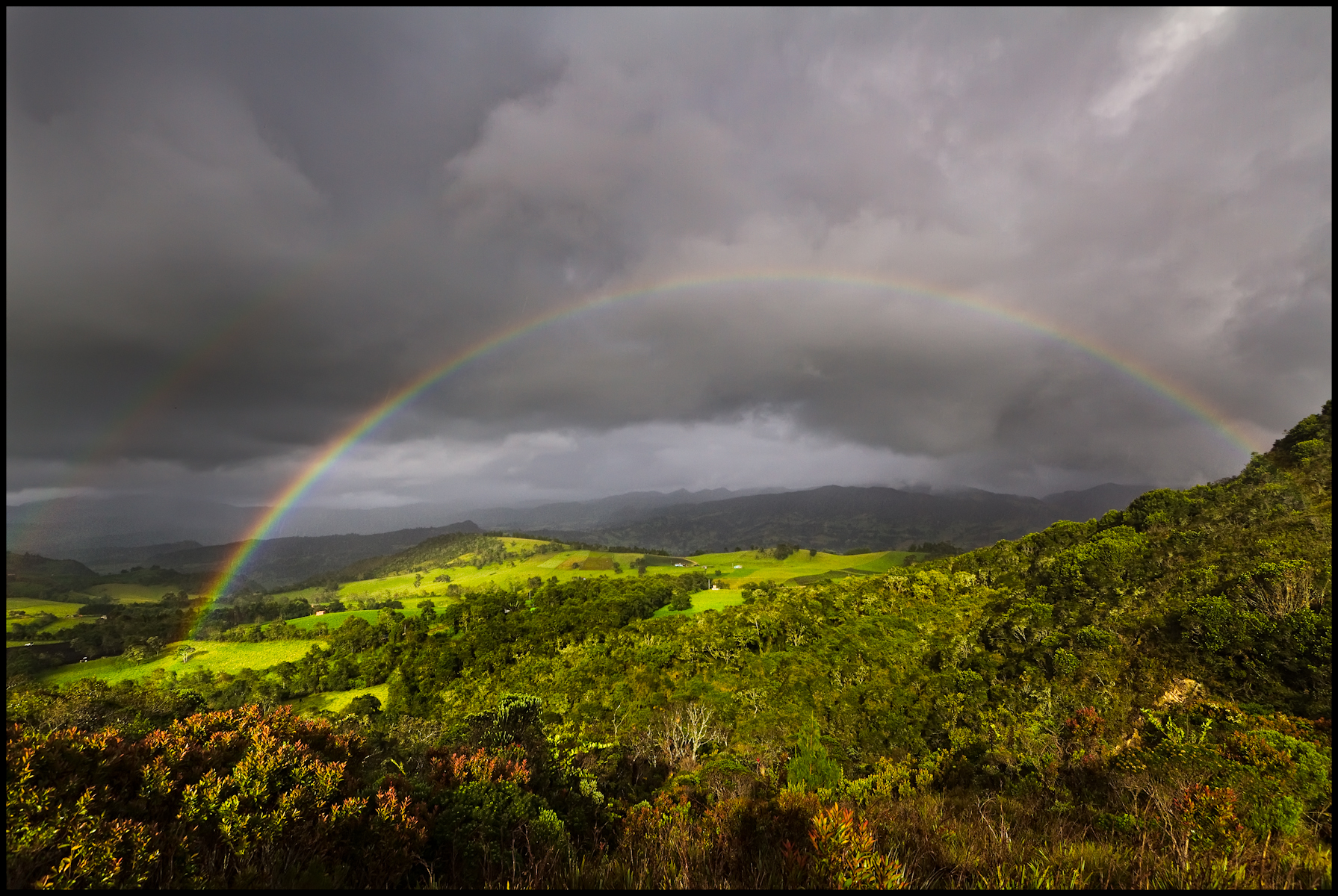
Guatavita
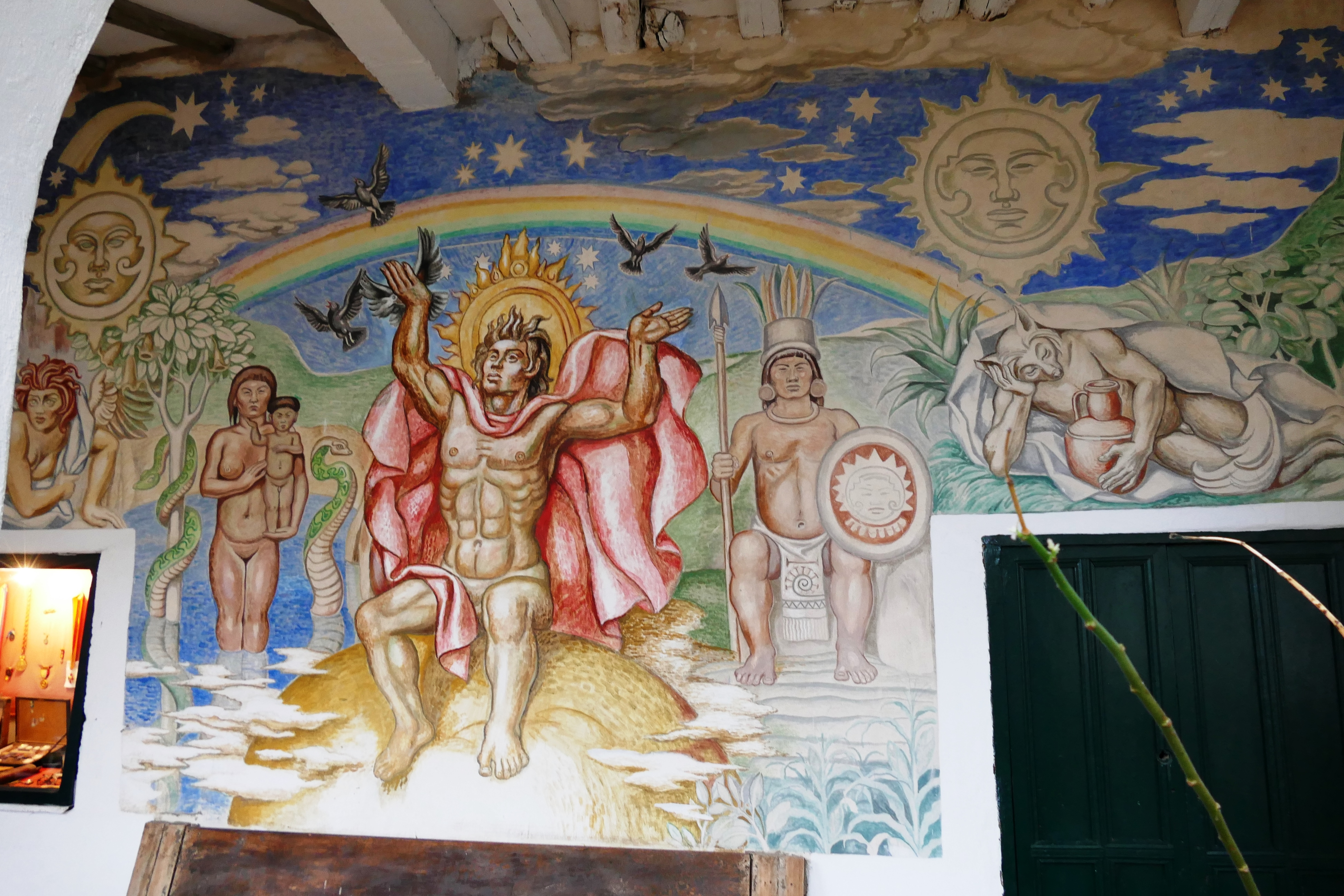
Tunja